# 다카라즈카 가극단 98기생
다카라즈카 가극단 98기생은 2010년 4월에 다카라즈카 음악학교에 입학, 2012년 3월에 다카라즈카 가극단에 입단한 40명을 가리킨다.

## 개요
2010년 음악학교 수험자 수 1028명, 합격자 40명, 경쟁률 25.7:1 이었다.
초무대 연목은 오오조라 유우히ㆍ노노 스미카 톱 콤비 퇴단공연 소라구미 공연 「화려한 나날／클라이맥스-Cry-Max-」이다.
여러 조를 도는 시기를 거쳐(구미마와리), 2013년 2월 12일자로 조배속이 되었다.
| 신인공연        | 바우홀          | 동상공연      | 에트와르      |
| --------------- | --------------- | ------------- | ------------- |
| 히류 츠카사     | 히류 츠카사     | 아리사 히토미 | 루카제 히카루 |
| 아카츠키 치세이 | 아카츠키 치세이 | 하루하 라라   | 우라라 센리   |
| 아야 오우카     | 루카제 히카루   |               | 마아야 키호   |
| 아마하나 에마   | 유카리노 코유키 |               | 아리사 히토미 |
| 루카제 히카루   | 마아야 키호     |               | 코하루노 사요 |
| 유카리노 코유키 | 세이나 노조미   |               |               |
| 마아야 키호     | 아리사 히토미   |               |               |
| 세이나 노조미   |                 |               |               |
| 아리사 히토미   |                 |               |               |
| 하루하 라라     |                 |               |               |

## 주요 학생

### OG
- 마아야 키호 : 전 유키구미 톱여역
- 히류 츠카사 : 전 하나구미 남역
- 아야 오우카：전 유키구미 남역
- 아마하나 에마：전 호시구미 남역
- 유카리노 코유키 : 전 츠키구미 여역
- 세이나 노조미：전 유키구미 여역
- 아리사 히토미：전 호시구미 여역
- 하루하 라라：전 소라구미 여역

### 현역
- 아카츠키 치세이 : 츠키구미 남역
- 루카제 히카루：소라구미 남역

## 일람
| 예명            | 생일      | 출신지                | 출신 학교                      | 신장(cm) | 애칭                 | 역할 | 퇴단년도 | 비고                   |
| --------------- | --------- | --------------------- | ------------------------------ | -------- | -------------------- | ---- | -------- | ---------------------- |
| 暁千星          | 9월 14일  | 히로시마현 후쿠야마시 | 후쿠야마아카츠키노호시여자중학 | 172      | 아링코, 아리         | 남역 |          |                        |
| 아카츠키 치세이 | 9월 14일  | 히로시마현 후쿠야마시 | 후쿠야마아카츠키노호시여자중학 | 172      | 아링코, 아리         | 남역 |          |                        |
| 小春乃さよ      | 5월 1일   | 시가현 쿠사츠시       | 현립쿠사츠고교                 | 163      | 사요, 오사요, 코하루 | 여역 |          |                        |
| 코하루노 사요   | 5월 1일   | 시가현 쿠사츠시       | 현립쿠사츠고교                 | 163      | 사요, 오사요, 코하루 | 여역 |          |                        |
| 天華えま        | 8월 28일  | 시가현 오우미하치만시 | 오우미쿄다이샤고교             | 171      | 피-, 피-스케         | 남역 | 2024년   |                        |
| 아마하나 에마   | 8월 28일  | 시가현 오우미하치만시 | 오우미쿄다이샤고교             | 171      | 피-, 피-스케         | 남역 | 2024년   |                        |
| 真條まから      | 9월 16일  | 쿠마모토현 야마가시   | 쿠마모토신아이죠가쿠인고교     | 169      | 유이탕, 마캬라       | 남역 | 2016년   |                        |
| 신죠 마카라     | 9월 16일  | 쿠마모토현 야마가시   | 쿠마모토신아이죠가쿠인고교     | 169      | 유이탕, 마캬라       | 남역 | 2016년   |                        |
| 瑠風輝          | 1월 26일  | 도쿄도 쵸후시         | 코세이가쿠엔여자고교           | 174.5    | 모에코               | 남역 |          |                        |
| 루카제 히카루   | 1월 26일  | 도쿄도 쵸후시         | 코세이가쿠엔여자고교           | 174.5    | 모에코               | 남역 |          |                        |
| 綾凰華          | 1월 5일   | 효고현 다카라즈카시   | 현립다카라즈카고교             | 170      | 아야나               | 남역 | 2022년   |                        |
| 아야 오우카     | 1월 5일   | 효고현 다카라즈카시   | 현립다카라즈카고교             | 170      | 아야나               | 남역 | 2022년   |                        |
| 澪乃桜季        | 1월 11일  | 치바현 후나바시시     | 사립에도가와여자고교           | 159      | SAKI, 미오           | 여역 |          |                        |
| 미오노 사키     | 1월 11일  | 치바현 후나바시시     | 사립에도가와여자고교           | 159      | SAKI, 미오           | 여역 |          |                        |
| 遥羽らら        | 5월 31일  | 아이키현 나고야시     | 시립모리야마중학               | 164      | 마오                 | 여역 | 2021년   |                        |
| 하루하 라라     | 5월 31일  | 아이키현 나고야시     | 시립모리야마중학               | 164      | 마오                 | 여역 | 2021년   |                        |
| 潤奈すばる      | 2월 12일  | 카나가와현 카와사키시 | 사립와코고교                   | 170      | 리리쨩               | 남역 | 2018년   |                        |
| 준나 스바루     | 2월 12일  | 카나가와현 카와사키시 | 사립와코고교                   | 170      | 리리쨩               | 남역 | 2018년   |                        |
| 飛龍つかさ      | 10월 11일 | 도쿄도 코토구         | 코우지마치가쿠엔여자고교       | 171      | 마이카               | 남역 | 2022년   |                        |
| 히류 츠카사     | 10월 11일 | 도쿄도 코토구         | 코우지마치가쿠엔여자고교       | 171      | 마이카               | 남역 | 2022년   |                        |
| 真彩希帆        | 7월 7일   | 사이타마현 와라비시   | 칸토국제고교                   | 164      | 키호, 나츠코, 낫쨩   | 여역 | 2021년   |                        |
| 마아야 키호     | 7월 7일   | 사이타마현 와라비시   | 칸토국제고교                   | 164      | 키호, 나츠코, 낫쨩   | 여역 | 2021년   |                        |
| 星南のぞみ      | 9월 4일   | 시가현 오오츠시       | 도시샤여자고교                 | 162      | 리이짱               | 여역 | 2021년   |                        |
| 세이나 노조미   | 9월 4일   | 시가현 오오츠시       | 도시샤여자고교                 | 162      | 리이짱               | 여역 | 2021년   |                        |
| 美都くらら      | 9월 24일  | 효고현 고베시         | 시립모토야마미나미중학         | 162      | 미토짱               | 여역 | 2016년   |                        |
| 미토 쿠라라     | 9월 24일  | 효고현 고베시         | 시립모토야마미나미중학         | 162      | 미토짱               | 여역 | 2016년   |                        |
| 紫乃小雪        | 9월 8일   | 오사카부 오사카시     | 테즈카야마가쿠인고교           | 160      | 유키치               | 여역 | 2017년   |                        |
| 유카리노 코유키 | 9월 8일   | 오사카부 오사카시     | 테즈카야마가쿠인고교           | 160      | 유키치               | 여역 | 2017년   |                        |
| 彩波けいと      | 2월 5일   | 카나가와현 카와사키시 | 시모키타자와세이토쿠고교       | 173      | 미이                 | 남역 | 2017년   |                        |
| 아야나미 케이토 | 2월 5일   | 카나가와현 카와사키시 | 시모키타자와세이토쿠고교       | 173      | 미이                 | 남역 | 2017년   |                        |
| 穂稀せり        | 12월 12일 | 도쿄도 시나가와구     | 일본음악고교                   | 167      | 호마레               | 남역 | 2022년   |                        |
| 호마레 세이     | 12월 12일 | 도쿄도 시나가와구     | 일본음악고교                   | 167      | 호마레               | 남역 | 2022년   |                        |
| 湊璃飛          | 11월 13일 | 카가와현 타카마츠시   | 시립무레중학                   | 169      | 키미, 리히           | 남역 | 2021년   |                        |
| 미나토 리히     | 11월 13일 | 카가와현 타카마츠시   | 시립무레중학                   | 169      | 키미, 리히           | 남역 | 2021년   |                        |
| 峰果とわ        | 5월 28일  | 도쿄도 미나토구       | 세이신죠시가쿠인 고등과        | 171      | 토와                 | 남역 |          |                        |
| 미네카 토와     | 5월 28일  | 도쿄도 미나토구       | 세이신죠시가쿠인 고등과        | 171      | 토와                 | 남역 |          |                        |
| 有沙瞳          | 8월 4일   | 미에현 스즈카시       | 스즈카고교                     | 161      | MIHO, 히토미, 쿠랏치 | 여역 | 2023년   |                        |
| 아리사 히토미   | 8월 4일   | 미에현 스즈카시       | 스즈카고교                     | 161      | MIHO, 히토미, 쿠랏치 | 여역 | 2023년   |                        |
| 麗泉里          | 1월 12일  | 나가노현 토우미시     | 시립토부중학                   | 162      | 센리                 | 여역 | 2024년   |                        |
| 우라라 센리     | 1월 12일  | 나가노현 토우미시     | 시립토부중학                   | 162      | 센리                 | 여역 | 2024년   |                        |
| 夢乃花舞        | 11월 24일 | 효고현 다카라즈카시   | 바이카고교                     | 164      | 마이, 마이티-        | 여역 | 2018년   |                        |
| 유메노카 마이   | 11월 24일 | 효고현 다카라즈카시   | 바이카고교                     | 164      | 마이, 마이티-        | 여역 | 2018년   |                        |
| 七輝かおる      | 2월 8일   | 카나가와현 요코하마시 | 요코하마후지미오카가쿠엔       | 170      | 카미-유              | 남역 | 2016년   |                        |
| 나나키 카오루   | 2월 8일   | 카나가와현 요코하마시 | 요코하마후지미오카가쿠엔       | 170      | 카미-유              | 남역 | 2016년   |                        |
| 鳳華はるな      | 11월 6일  | 군마현 타카사키시     | 현립마에바시세이료고교         | 168      | MINO, 하루           | 남역 | 2019년   |                        |
| 호우카 하루나   | 11월 6일  | 군마현 타카사키시     | 현립마에바시세이료고교         | 168      | MINO, 하루           | 남역 | 2019년   |                        |
| 風輝駿          | 1월 25일  | 도쿄도 코토구         | 야마와키가쿠엔고교             | 170      | 미키티               | 남역 | 2019년   | 엄마 미하마 쥬리 (68)  |
| 카자키 슌       | 1월 25일  | 도쿄도 코토구         | 야마와키가쿠엔고교             | 170      | 미키티               | 남역 | 2019년   | 엄마 미하마 쥬리 (68)  |
| 天希ほまれ      | 12월 23일 | 도쿄도 스미다구       | 시라유리가쿠엔고교             | 168      | 리사코, 무라리       | 남역 |          |                        |
| 아마키 호마레   | 12월 23일 | 도쿄도 스미다구       | 시라유리가쿠엔고교             | 168      | 리사코, 무라리       | 남역 |          |                        |
| 蒼真せれん      | 8월 14일  | 카나가와현 후지사와시 | 쇼난다이고교                   | 172      | 웃치-                | 남역 | 2021년   |                        |
| 소마 세렌       | 8월 14일  | 카나가와현 후지사와시 | 쇼난다이고교                   | 172      | 웃치-                | 남역 | 2021년   |                        |
| 華雪りら        | 10월 14일 | 오사카부 이케다시     | 부립이케다키타고교             | 159      | ERI                  | 여역 | 2022년   |                        |
| 하나유키 리라   | 10월 14일 | 오사카부 이케다시     | 부립이케다키타고교             | 159      | ERI                  | 여역 | 2022년   |                        |
| 叶海世奈        | 4월 20일  | 효고현 히메지시       | 켄메이죠시가쿠인중학           | 169.5    | 세나, Akari          | 남역 | 2018년   |                        |
| 카나미 세나     | 4월 20일  | 효고현 히메지시       | 켄메이죠시가쿠인중학           | 169.5    | 세나, Akari          | 남역 | 2018년   |                        |
| 清華蘭          | 1월 15일  | 도쿄도 메구로구       | 카에츠아리아케고교             | 162      | 아챠                 | 여역 | 2023년   |                        |
| 키요카 란       | 1월 15일  | 도쿄도 메구로구       | 카에츠아리아케고교             | 162      | 아챠                 | 여역 | 2023년   |                        |
| 周旺真広        | 8월 5일   | 아이치현 키타나고야시 | 시립니시하루중학               | 170      | 카나미, 카나밍       | 남역 | 2020년   |                        |
| 스오 마히로     | 8월 5일   | 아이치현 키타나고야시 | 시립니시하루중학               | 170      | 카나미, 카나밍       | 남역 | 2020년   |                        |
| 紫咲樹れの      | 8월 23일  | 카나가와현 요코하마시 | 현립모토이시카와고교           | 168      | 레노, 쵸후, 사카밍   | 남역 | 2017년   |                        |
| 시자키 레노     | 8월 23일  | 카나가와현 요코하마시 | 현립모토이시카와고교           | 168      | 레노, 쵸후, 사카밍   | 남역 | 2017년   |                        |
| 夕渚りょう      | 2월 19일  | 도쿄도 츄오구         | 리츠쿄죠가쿠인고교             | 171      | 시모                 | 남역 |          |                        |
| 유우나기 료     | 2월 19일  | 도쿄도 츄오구         | 리츠쿄죠가쿠인고교             | 171      | 시모                 | 남역 |          |                        |
| 瀬南海はや      | 10월 29일 | 군마현 마에바시시     | 쿄아이가쿠엔고교               | 171      | 사와키치, 세나미     | 남역 | 2016년   |                        |
| 세나미 하야     | 10월 29일 | 군마현 마에바시시     | 쿄아이가쿠엔고교               | 171      | 사와키치, 세나미     | 남역 | 2016년   |                        |
| 音風せいや      | 12월 7일  | 도쿄도 시나가와구     | 여자미술대학부속고교           | 167      | 오토, 세이야         | 남역 | 2019년   |                        |
| 오토카제 세이야 | 12월 7일  | 도쿄도 시나가와구     | 여자미술대학부속고교           | 167      | 오토, 세이야         | 남역 | 2019년   |                        |
| 桜花りな        | 10월 17일 | 치바현 아비코시       | 현립마츠도고교                 | 165      | 오카리나, 츠루       | 여역 | 2017년   |                        |
| 오우카 리나     | 10월 17일 | 치바현 아비코시       | 현립마츠도고교                 | 165      | 오카리나, 츠루       | 여역 | 2017년   |                        |
| 美丘安里        | 6월 4일   | 오사카부 토요노군     | 유리가쿠인고교                 | 163      | 쇼코                 | 여역 | 2017년   |                        |
| 미오카 안리     | 6월 4일   | 오사카부 토요노군     | 유리가쿠인고교                 | 163      | 쇼코                 | 여역 | 2017년   |                        |
| 茉玲さや那      | 4월 25일  | 도쿄도 오오타구       | 성요제프가쿠엔고교             | 162      | Mayu, 타마고쨩, 뇻키 | 여역 | 2019년   | 동생 오우미 루노 (102) |
| 마레이 사야나   | 4월 25일  | 도쿄도 오오타구       | 성요제프가쿠엔고교             | 162      | Mayu, 타마고쨩, 뇻키 | 여역 | 2019년   | 동생 오우미 루노 (102) |
| 妃月ゆめ        | 3월 5일   | 효고현 고베시         | 고베야마테여자고교             | 162      | 마키, YUME           | 여역 | 2015년   |                        |
| 히즈키 유메     | 3월 5일   | 효고현 고베시         | 고베야마테여자고교             | 162      | 마키, YUME           | 여역 | 2015년   |                        |
| 尚央海りせ      | 1월 14일  | 사이타마현 카와구치시 | 케이오기주쿠여자고교           | 171      | 쇼코                 | 남역 | 2015년   |                        |
| 나오리 리세     | 1월 14일  | 사이타마현 카와구치시 | 케이오기주쿠여자고교           | 171      | 쇼코                 | 남역 | 2015년   |                        |
| 澄月菜音        | 10월 9일  | 오키나와현 우라소에시 | 쿄난고교                       | 169      | 타모                 | 남역 | 2021년   |                        |
| 스미즈키 나오토 | 10월 9일  | 오키나와현 우라소에시 | 쿄난고교                       | 169      | 타모                 | 남역 | 2021년   |                        |